# Habitabilitat planetària

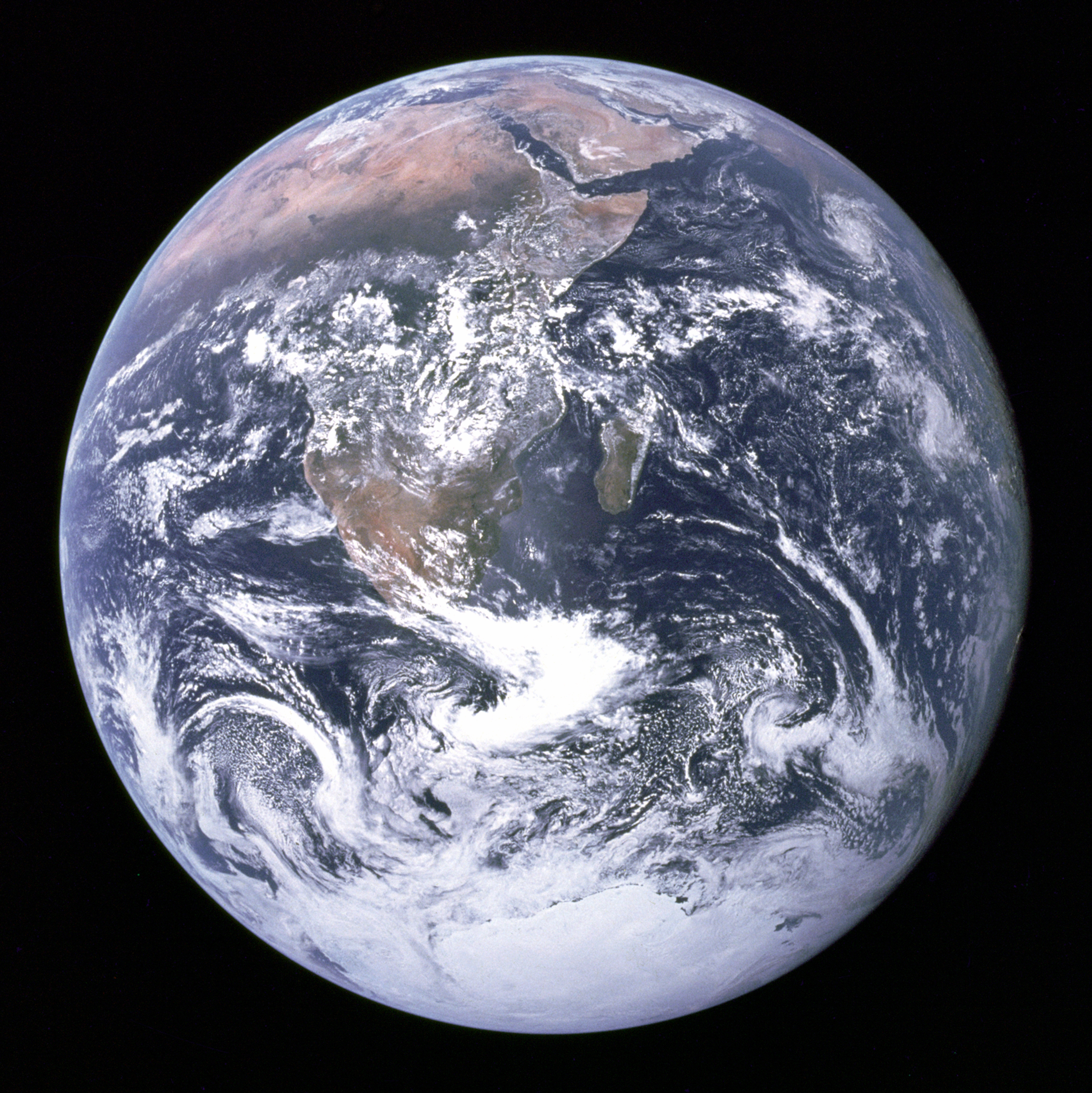
Comprendre l'habitabilitat planetària és, en part, extrapolar les condicions terrestres, ja que la Terra és l'únic planeta conegut que conté vida.

L'habitabilitat planetària és una mesura del potencial que té un cos astronòmic de sustentar vida. Es pot aplicar tant als planetes com als satèl·lits naturals dels planetes.
L'únic requisit absolut per la vida és una font d'energia. Per aquest motiu, és interessant determinar la zona d'habitabilitat de diferents estels, però la noció d'habitabilitat planetària implica el compliment de molts altres criteris geofísics, geoquímics i astrofísics perquè un cos astronòmic sigui capaç de sustentar vida.
Com que es desconeix l'existència de vida extraterrestre, l'habitabilitat planetària és, en gran part, una extrapolació de les condicions de la Terra i les característiques del Sol i el sistema solar que semblen favorables per l'aparició de la vida. És d'interès particular el conjunt de factors que ha afavorit el sorgiment en la Terra d'animals pluricel·lulars i no simplement organismes unicel·lulars. La investigació i la teoria sobre aquest tema són components de la ciència planetària i la disciplina emergent de l'astrobiologia.
La idea que altres planetes puguin albergar vida és molt antiga, encara que històricament ha estat emmarcada tant dins de la filosofia com dins de les ciències físiques.1
El final del segle xx va viure dos grans avenços en aquesta matèria. Per començar, l'exploració robòtica i l'observació d'altres planetes i satèl·lits naturals del sistema solar han proporcionat informació essencial per definir els criteris d'habitabilitat i han permès establir comparances geofísiques substancials entre la Terra i altres cossos. El descobriment de planetes extrasolars —que va començar en 1992 i s'ha disparat des de llavors— va ser la segona fita. Va confirmar que el Sol no és únic albergant planetes i va estendre l'horitzó de la investigació sobre habitabilitat més enllà del sistema solar.

## Sistemes estel·lars aptes
La comprensió de l'habitabilitat planetària comença en els estels. Encara que pot ser que els cossos que, en general, són semblants a la Terra siguin molt nombrosos, és igual d'important que el sistema en el qual habiten sigui compatible amb la vida. Amb l'auspici del Projecte Phoenix del SETI, les científiques Margaret Turnbull i Jill Tarter van desenvolupar en 2002 el "HabCat" (o "Catàleg de Sistemes Estel·lars Habitables"). El catàleg va ser confeccionat garbellant les gairebé 120.000 estrelles del Catàleg Hipparcos fins a quedar-se amb un grup de 17.000 HabStars", i els criteris de selecció que van utilitzar proporcionen un bon punt de partida per comprendre per què són necessaris els factors astrofísics perquè un planeta sigui habitable.1

### Tipus espectral
El tipus espectral d'una estrella indica la temperatura de la seva fotosfera, que (per les estrelles de la seqüència principal) està correlacionada amb la massa total. Actualment es considera que el rang espectral apropiat per les "HabStars" va des de "F baix" o "G" fins a "K mitjà". Això correspon a unes temperatures de poc més de 7000 K fins a poc més de 4000 K; el Sol (no és coincidència) està just en el punt mitjà d'aquests límits, i està classificat com estrella G2. Les estrelles de "classe mitjana" com aquesta tenen una sèrie de característiques considerades importants per l'habitabilitat planetària: 
- Viuen almenys uns quants milers de milions d'anys, donant oportunitat que la vida evolucioni. Les estrelles de la seqüència principal de tipus "O", "B" i "A", més lluminoses, normalment viuen menys de mil milions d'anys i en casos excepcionals menys de 10 milions d'anys.[2]2

Classificació de tipus espectral de les estrelles. Estan col·locades segons la seqüència principal.

- Emeten la suficient radiació ultraviolada d'alta energia perquè es produeixin fenòmens atmosfèrics importants com la formació d'ozó, però no tanta que la ionització destrueixi la vida incipient.[3]
- Pot existir aigua líquida en la superfície dels planetes que orbiten a una distància que no produeix acoblament de marea. (vegeu la següent secció i la 3.2).

Aquestes estrelles no són ni "molt calentes" ni "molt fredes" i viuen prou perquè la vida tingui oportunitat de sorgir. Aquest rang espectral representa entre un 5 i un 10 per cent de les estrelles de la galàxia Via Làctia. Si les estrelles de tipus K baix i M ("nanes vermelles") també són aptes per albergar planetes habitables, és potser la qüestió oberta més important de tot el camp de l'habitabilitat planetària, atès que la major part de les estrelles cauen dintre d'aquest rang; això s'explica extensament més avall.

### Una zona d'habitabilitat estable
La zona d'habitabilitat (ZH) és l'embolcall teòric que envolta una estrella, dintre del qual qualsevol planeta tindria aigua líquida en la seva superfície. Després d'una font d'energia, l'aigua líquida es considera l'ingredient més important per la vida, considerant l'essencial que és per tots els éssers vius de la Terra. Pot ser que això reflecteixi els prejudicis d'una espècie depenent de l'aigua, i, si es descobreix vida en absència d'aigua (per exemple, en una solució d'amoníac líquid), la noció de ZH hauria d'expandir-se molt o descartar-se completament per massa restrictiva[3].
Una ZH "estable" implica dos factors. Primer, el rang d'una ZH no ha de variar molt amb el temps. Totes les estrelles augmenten de lluminositat quan envelleixen i les seves ZH es desplacen naturalment cap a l'exterior, però si això succeeix massa ràpid (per exemple, amb una estrella supermassiva), els planetes tindrien solament una breu finestra dintre del ZH i, per tant, una menor probabilitat de desenvolupar vida. Calcular el rang d'una ZH i el seu moviment a llarg termini mai és senzill, atès que els cicles de realimentació negatius com el cicle del carboni tendeixen a desplaçar els augments de lluminositat. Les suposicions que es fan sobre les condicions atmosfèriques i la geologia tenen un impacte sobre el rang de la ZH tan gran com l'evolució solar; els paràmetres proposats per la ZH del Sol, per exemple, han fluctuat molt.[4]
Segon, no ha d'existir cap cos massiu com un gegant gasós dintre o relativament a prop de la ZH, interferint en la formació de cossos com la Terra. La massa del cinturó d'asteroides, per exemple, sembla que no va ser capaç de formar un planeta per acreció a causa de ressonàncies orbitals amb Júpiter; si el gegant hagués aparegut en la regió que ara està entre les òrbites de Venus i Mart, gairebé amb tota seguretat la Terra no hauria desenvolupat la seva forma actual. Això està compensat d'alguna manera pels indicis que un gegant gasós dintre de la ZH, sota certes condicions, en teoria, podria tenir satèl·lits habitables.[5]
Abans se suposava que el patró de planetes rocosos interiors i gegants gasosos exteriors observable en el sistema solar era la norma a tot arreu, però els descobriments de planetes extrasolars han tirat per terra aquesta idea. S'han trobat nombrosos cossos de la grandària de Júpiter en òrbita propera a la seva estrella primària, desbaratant les ZHs potencials. És probable que les dades actuals de planetes extrasolars estiguin esbiaixats cap als planetes grans amb òrbites petites i excèntriques, perquè són molt més fàcils d'identificar; encara roman desconegut quin tipus de sistema solar és la norma.

### Baixa variació estel·lar
Els canvis en lluminositat són comuns en totes les estrelles, però la magnitud d'aquestes fluctuacions cobreix un gran rang. La majoria de les estrelles són relativament estables, però una minoria significativa d'estrelles variables experimenta sovint augments sobtats i intensos de lluminositat i, per tant, d'energia radiada cap als cossos en òrbita. Aquestes estrelles es consideren males candidates per albergar planetes habitables, ja que, aquests fenòmens són completament imprevisibles, i els canvis en les seves emissions d'energia tindrien un impacte negatiu en els organismes. Com a conseqüència més evident, els éssers vius adaptats a una temperatura particular probablement serien incapaços de sobreviure a un canvi de temperatura massa gran. És més, els augments de lluminositat solen estar acompanyats d'enormes dosis de raigs gamma i raigs X que poden resultar letals. Les atmosferes mitiguen tals efectes (un augment absolut del 100 per cent de la lluminositat del Sol no necessàriament significaria un augment del 100 per cent de la temperatura absoluta de la Terra), però pot ser que la protecció de les atmosferes no es doni en els planetes que orbiten estrelles variables, ja que l'energia d'alta freqüència que colpeja a aquests cossos els privaria contínuament de la seva coberta protectora.
El Sol, com en gairebé tots els temes relacionats amb l'habitabilitat planetària, és benigne en relació amb aquest perill: la variació entre el màxim i el mínim solar és de tot just un 0,1 per cent, al llarg del seu cicle solar d'11 anys. Hi ha gran evidència (encara que no indiscutible) que els petits canvis en la lluminositat del Sol han tingut efectes significatius en el clima de la Terra dintre del temps històric; la Petita Edat de Gel de mitjans del segon mil·lenni, per exemple, va poder tenir la seva causa en una disminució a llarg termini de la lluminositat del Sol.[6] Per tant, una estrella no necessita ser una veritable estrella variable perquè les diferències en la seva lluminositat afectin l'habitabilitat. Dels "bessons del sol" coneguts, es considera que el que més s'assembla al Sol és l'estel 18 Scorpii; és interessant (i desafortunat per les possibilitats que existeixi vida en la seva proximitat) el fet que l'única diferència significativa entre ambdós cossos és l'amplitud del cicle solar, que sembla molt major per 18 Scorpii.[7]

### Alta metal·licitat
Encara que el gruix del material de qualsevol estrella és l'hidrogen i l'heli, hi ha una gran variació en la quantitat d'elements pesants que conté. Una gran proporció de metalls en una estrella està correlacionada amb la quantitat de material pesant disponible en el disc protoplanetari. Una baixa quantitat de metall disminueix significativament la probabilitat que s'hagin format planetes al voltant d'una estrella, segons la teoria de la nebulosa solar sobre la formació de sistemes planetaris. Qualsevol planeta que es formi al voltant d'una estrella amb poc metall tindrà probablement molt poca massa i, per tant, no serà favorable per la vida. Fins a la data, els estudis espectroscòpics dels sistemes en els quals s'ha trobat un exoplaneta confirmen la relació entre un alt contingut metàl·lic i la formació de planetes: "les estrelles amb planetes, o almenys amb planetes similars als quals vam trobar avui dia, són clarament més riques en metalls que les estrelles sense companyia planetària".[8] L'alta metal·licitat també estableix un requisit de joventut per les habstars: les estrelles formades al principi de la història de l'univers tenen un contingut baix de metalls i una corresponent menor probabilitat de tenir companys planetaris.

## Característiques planetàries
La principal suposició sobre els planetes habitables és que són terrestres. Aquests planetes, que es troben aproximadament dintre d'un ordre de magnitud de la massa de la Terra, estan composts principalment de roques de silicat i no han crescut a partir de les capes gasoses exteriors d'hidrogen i heli que es troben en els gegants gasosos. No s'ha descartat completament que pugui evolucionar vida en els núvols superiors dels planetes gegants, encara que es considera poc probable atès que no tenen superfície i la seva gravetat és enorme. Els satèl·lits naturals dels planetes gegants, d'altra banda, són candidats perfectament vàlids per albergar vida.
En analitzar quins ambients tenen major probabilitat de permetre vida, se sol fer una distinció entre els organismes unicel·lulars com els bacteris i arquees, i els organismes complexos com els metazous (animals). La unicel·lularitat precedeix necessàriament a la pluricel·lularitat en qualsevol hipotètic arbre de la vida, i on emergeixen organismes unicel·lulars no hi ha res que asseguri que es desenvoluparà major complexitat que aquesta. Les característiques planetàries llistades a sota es consideren generalment crucials per la vida, però en tots els casos els impediments a l'habitabilitat han de considerar-se més severs pels organismes pluricel·lulars com les plantes i els animals que per la vida unicel·lular.

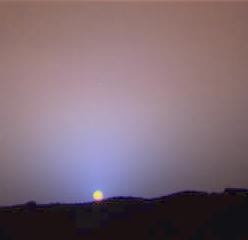
Mart, amb la seva atmosfera, és més fred del que ho seria la Terra si estigués a una distància del Sol semblant

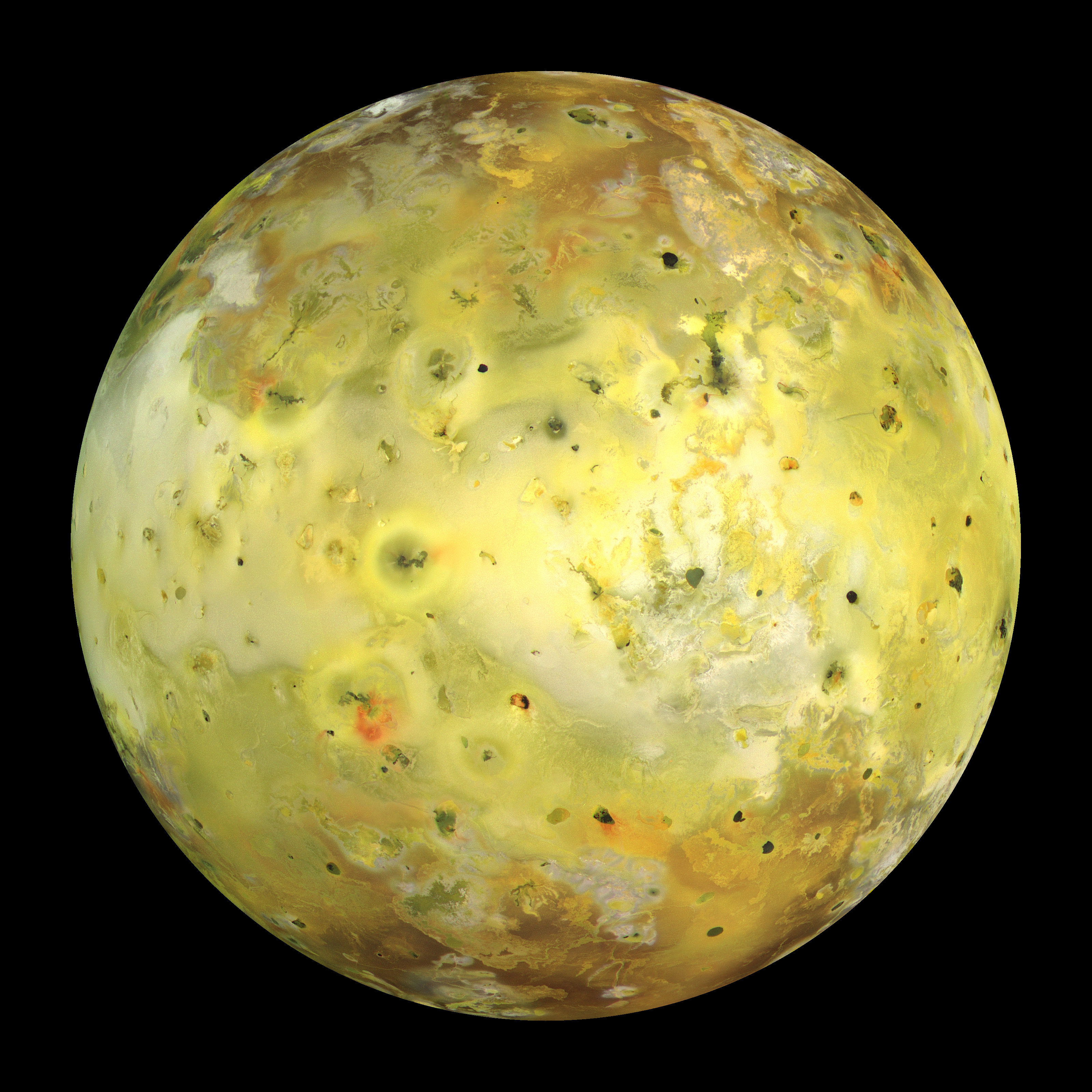
Ió, el tercer satèl·lit més gros de Júpiter, és un exemple excepcional d'activitat geològica.

### Massa
Els planetes amb poca massa són mals candidats per la vida per dues raons. Primer, la seva baixa gravetat fa que conservar l'atmosfera sigui difícil. Les molècules constituents tenen més probabilitat d'arribar a la velocitat d'escapament i perdre's en l'espai quan són bombardejades amb vent solar o agitades per una col·lisió. Els planetes que no tenen una atmosfera gruixuda manquen del material necessari per a una bioquímica primària, tenen poc aïllament i poca transferència de calor entre la seva superfície (per exemple, Mart, amb la seva fina atmosfera, és més freda del que ho seria la Terra a una distància semblant) i menys protecció contra la radiació d'alta freqüència i els meteoroides. A més, si l'atmosfera és menor de 0,006 atmosferes terrestres, no pot existir aigua en forma líquida per no arribar a la pressió atmosfèrica requerida, 4,56 mmHg (608 pascals). L'interval de temperatures en el qual l'aigua és líquida és més petit a baixes pressions, en general.
Segon, els planetes petits tenen diàmetres petits i, per tant, una proporció superfície/volum més alta que els seus cosins majors. Aquests cossos tendeixen a perdre ràpidament l'energia que va sobrar després de la seva formació i acaben geològicament morts, mancant de volcans, terratrèmols i activitat tectònica, que proporcionen a la superfície materials necessaris per a la vida i a l'atmosfera moderadors de la temperatura com el diòxid de carboni. La tectònica de plaques sembla particularment crucial, almenys en la Terra: no solament serveix per reciclar minerals i compostos químics importants, també fomenta la biodiversitat creant continents i augmentant la complexitat ambiental i ajuda a crear les cèl·lules convectives necessàries per generar el camp magnètic terrestre.
"Poca massa" és una etiqueta en part relativa; es considera que la Terra té poca massa quan es compara amb els gegants gasosos del sistema solar, però és, de tots els cossos terrestres, el més gran en diàmetre i massa i també el més dens5. És prou gran per retenir una atmosfera amb la seva gravetat i perquè el seu nucli líquid segueixi sent una font de calor, impulsant la diversa geologia de la superfície (la descomposició dels elements radioactius en el nucli d'un planeta és un altre component significatiu de l'escalfament planetari). Mart, en contrast, està gairebé (o potser totalment) mort geològicament, i ha perdut gran part de la seva atmosfera[12]. Per tant, seria correcte deduir que el límit de la massa mínima per l'habitabilitat es troba en algun punt entre Mart i la Terra o Venus. Unes circumstàncies excepcionals ofereixen casos excepcionals: la lluna de Júpiter Ió (més petita que els planetes terrestres) és volcànicament activa per les tensions gravitatòries induïdes per la seva òrbita; la veïna Europa pot tenir un oceà líquid sota una capa congelada degut també a l'energia creada en la seva òrbita al voltant d'un gegant gasós; la lluna de Saturn Tità, d'altra banda, té una remota possibilitat d'albergar vida, ja que conserva una gruixuda atmosfera i són possibles les reaccions bioquímiques en el metà líquid de la seva superfície. Aquests satèl·lits són excepcions, però demostren que la massa com criteri d'habitabilitat no pot considerar-se com definitiva.
Finalment, un planeta gran és probable que tingui un gran nucli de ferro. Això permet l'existència d'un camp magnètic que protegeixi al planeta del vent solar, que d'altra manera tendiria a despullar-lo de la seva atmosfera i bombardejaria als éssers vius amb partícules ionitzades. La massa no és l'únic criteri necessari per produir un camp magnètic — el planeta també ha de girar prou ràpid per a produir un efecte de dinamo dintre del seu nucli— però és un component significatiu del procés.

### Òrbita i rotació
Com en els altres criteris, l'estabilitat és la consideració crítica per determinar l'efecte de les característiques orbitals i rotacionals sobre l'habitabilitat planetària. L'excentricitat orbital és la diferència entre les distàncies major i menor a l'objecte primari. Com més gran és l'excentricitat, major és la fluctuació de la temperatura en la superfície d'un planeta. Encara que són adaptatius, els éssers vius solament poden suportar certa variació, sobretot si les fluctuacions sobrepassen tant el punt de congelació com el punt d'ebullició del solvent biòtic principal del planeta (per exemple, l'aigua en la Terra). Si, per exemple, els oceans de la Terra s'evaporessin i congelessin alternativament, és difícil imaginar com podria haver evolucionat la vida tal com la coneixem. Com més complex és un organisme, més sensible és a les temperatures[14]. L'òrbita de la Terra és gairebé circular, amb una excentricitat menor de 0,02; altres planetes del nostre sistema (amb l'excepció de Plutó i Mercuri) tenen excentricitats igualment benignes.
Les dades recollides sobre l'excentricitat orbital dels planetes extrasolars han sorprès molts investigadors: el 90% té una excentricitat orbital més gran que els planetes del sistema solar, i la mitjana és 0,25[15]. Això podria ser fàcilment el resultat d'un biaix en la mostra. Sovint els planetes no s'observen directament, sinó que s'infereixen a partir del "trontoll" que produeixen en la seva estrella. Com més gran és l'excentricitat, major és la pertorbació sobre l'estrella i, per tant, major la detectabilitat del planeta.
El moviment d'un planeta al voltant del seu eix de rotació també ha de complir certs criteris perquè la vida tingui oportunitat d'evolucionar. Una primera suposició és que el planeta ha de tenir estacions moderades. Si hi ha poca o cap inclinació axial (o obliqüitat) relativa a la perpendicular de l'eclíptica, no hi haurà estacions i, per tant, desapareixerà un estimulant principal de la dinàmica de la biosfera. El planeta també seria molt més fred del que seria si tingués una inclinació significativa: quan la radiació més intensa cau sempre dintre d'uns pocs graus de l'equador, el clima càlid no pot superar al polar i el clima del planeta acaba dominat pels sistemes climàtics polars, més freds.
D'altra banda, si un planeta està radicalment inclinat, les estacions seran extremes i faran més difícil que la biosfera arribi a l'homeòstasi. Encara que durant el Quaternari la Terra tenia una major inclinació axial que va coincidir amb una reducció del gel polar, temperatures més càlides i menys variació estacional, els científics no saben si aquesta tendència hagués continuat indefinidament amb una major inclinació de l'eix (vegeu terra bola de neu).
Els efectes exactes d'aquests canvis solament es poden modelar per computador avui dia, i els estudis mostren que fins i tot les inclinacions extremes de fins a 85 graus no descarten absolutament la vida, "sempre que no ocupin superfícies continentals que sofreixen estacionalment la temperatura més alta"[16]. No solament s'ha de considerar la inclinació axial mitjana, sinó també la seva variació en el temps. La inclinació de la Terra varia entre 21,5 i 24,5 graus en 41.000 anys. Una variació més dràstica, o una periodicitat molt més curta, induirien canvis climàtics com variacions en la severitat de les estacions.
Altres consideracions orbitals són: 
- El planeta ha de girar relativament de pressa perquè el cicle dia-nit no sigui massa llarg. Si un dia dura anys, la temperatura diferencial entre el costat de dia i el costat de nit serà pronunciada, i apareixeran problemes similars als de l'excentricitat orbital extrema.
- Els canvis en la direcció de l'eix de rotació (precessió) no haurien de ser pronunciats. Per si mateixa, la precessió no afecta l'habitabilitat, ja que canvia l'adreça de la inclinació, no el seu grau. No obstant això, la precessió tendeix a accentuar les variacions causades per altres desviacions orbitals; veure Variacions orbitals. En la Terra, la precessió té un cicle de 23.000 anys.

La Lluna sembla tenir un paper crucial en la moderació del clima terrestre a l'estabilització la inclinació axial. S'ha suggerit que una inclinació caòtica pot ser fatal per l'habitabilitat— és a dir, un satèl·lit de la grandària de la Lluna no solament és d'ajuda sinó un requisit per produir estabilitat[17]. Existeix controvèrsia sobre aquest punt7.

### Geoquímica
En general s'assumeix que qualsevol vida extraterrestre que pugui existir estarà basada en la mateixa química fonamental que la vida terrestre, ja que els quatre elements primordials per la vida, el carboni, hidrogen, oxigen i nitrogen també són els elements químics reactius més comuns de l'univers. De fet, s'han trobat compostos biogènics senzills, com els aminoàcids, en meteorits i en l'espai interestel·lar. Aquests quatre elements constitueixen el 96 per cent de la biomassa total de la Terra. El carboni té una capacitat sense parangó per enllaçar-se amb si mateix i formar estructures variades i intricades, convertint-lo en el material ideal pels complexos mecanismes que formen les cèl·lules vives. L'hidrogen i l'oxigen, en forma d'aigua, componen el solvent en el qual tenen lloc els processos biològics i en el qual es van produir les primeres reaccions que van conduir al sorgiment de la vida. L'energia alliberada en la formació dels potents enllaços covalents entre el carboni i l'oxigen, disponible en oxidar compostos orgànics, és el combustible de tots els éssers vius complexos. Aquests quatre elements serveixen per construir aminoàcids, que són els blocs constitutius de les proteïnes, la substància del teixit viu.
L'abundància relativa en l'espai no sempre té reflex en una abundància en els planetes; per exemple, dels quatre elements vitals, solament l'oxigen existeix en abundància a l'escorça terrestre[18]. Això es pot explicar en part pel fet que molts d'aquests elements, com l'hidrogen i el nitrogen, juntament amb els seus compostos més bàsics, com el diòxid de carboni, el monòxid de carboni, el metà, l'amoníac i l'aigua, són gasosos a temperatures temperades. En la càlida regió propera al Sol, aquests compostos volàtils no van poder haver tingut un paper significatiu en la formació geològica dels planetes. En canvi, van ser capturats en forma gasosa sota les joves escorces, que en la seva major part estaven formades per compostos rocosos no volàtils com el diòxid de silici (un compost de silici i oxigen, exemple de l'abundància relativa de l'oxigen). L'alliberament dels compostos volàtils a través dels primers volcans hauria contribuït a la formació de l'atmosfera dels planetes. Els experiments de Miller van demostrar que es poden formar aminoàcids en una atmosfera primordial per síntesi dels compostos simples[19].
Tot i això, l'alliberament de gasos volcànics no pot explicar la quantitat d'aigua que hi ha en els oceans de la Terra[20]. La gran majoria de l'aigua, i es pot dir que del carboni, necessària per a la vida va haver de venir del sistema solar exterior, lluny de la calor solar on va poder romandre sòlida. Els cometes que van impactar amb la Terra en els primers anys del sistema solar haurien dipositat vastes quantitats d'aigua, a més dels altres compostos volàtils necessaris per la vida (incloent-hi els aminoàcids), sobre la jove Terra, proporcionant l'espurna d'ignició per l'evolució de la vida.

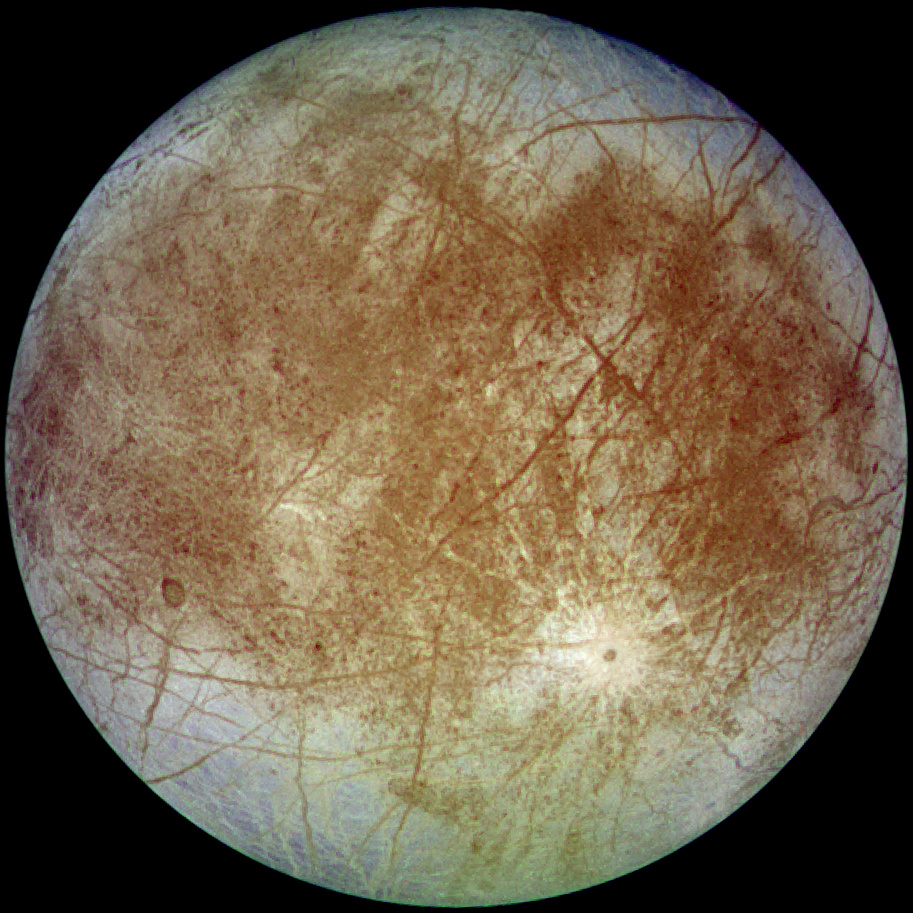
El quart satèl·lit més gros de Júpiter, Europa, es creu que pot tenir alguna espècie de vida sota la seva superfície. En aquest cas, aquest petit "oasi", seria un microambient.

Per tant, encara que hi ha raons per sospitar que els quatre "elements vitals" estan disponibles en qualsevol part, és probable que un sistema habitable també necessiti un subministrament a llarg termini de cossos en òrbita que sembri els planetes interiors. Sense els cometes és possible que la vida que coneixem no existís en la Terra. També existeix la possibilitat que altres elements distints dels imprescindibles en la Terra siguin els que proporcionin una base bioquímica per la vida en altres llocs; vegeu bioquímica alternativa.

### Microambients
Un altre factor de complicació en la recerca de criteris d'habitabilitat planetària és que, en teoria, només una petita porció d'un planeta habitable, pot tenir algun tipus de microorganisme viu. Astrobiòlegs sovint es refereixen a aquesta petita porció com a "microambients" assenyalant que "ens falta una comprensió fonamental de com les forces evolutives, tals com mutació, selecció i deriva genètica, operen en els microorganismes que actuen sobre i responen a l'evolució de microambients.
Per exemple, un planeta que, no pogués suportar vida o, una atmosfera a causa de l'energia solar en les condicions del seu entorn, podria ser capaç de fer-ho dins d'una profunda fissura o una fosca cova volcànica. Carl Sagan va estudiar els exemples d'aquest concepte en el mateix sistema solar, tenint en compte la possibilitat d'organismes que sempre estan en suspensió a l'aire dins de l'alta atmosfera de Júpiter segons un document de 1976, tot i que, la superfície de Júpiter, és, evidentment, inhabitable.

## Sistemes estel·lars alternatius
Per determinar la viabilitat de la vida extraterrestre, durant molt de temps els astrònoms han centrat la seva atenció en les estrelles semblants al Sol. No obstant això, han començat a explorar la possibilitat que la vida es pugui formar en sistemes molt diferents del sistema solar.

### Sistemes binaris
Les estimacions típiques suggereixen que el 50% o més dels sistemes estel·lars són sistemes binaris. Això pot ser degut en part a un biaix de la mostra, ja que les estrelles massives i brillants solen pertànyer a sistemes binaris i són les més fàcils d'observar i catalogar; una altra anàlisi més precisa ha suggerit que les estrelles més comunes, que són menys brillants, no solen tenir companya i que per tant fins a dos terços de tots els sistemes estel·lars són solitaris[21].
La separació entre les estrelles en un sistema binari va des de menys d'una unitat astronòmica (UA, la distància entre la Terra i el Sol) a diversos centenars. En aquest últim cas, els efectes gravitatoris seran menyspreables sobre un planeta que orbiti a alguna de les estrelles, i la seva habitabilitat planetària no es veurà desbaratada tret que l'òrbita sigui molt excèntrica (vegeu Nèmesi, per exemple). No obstant això, quan la separació sigui significativament menor, pot ser que una òrbita estable sigui impossible. Si la distància d'un planeta a la seva estrella primària és major que un cinquè de la distància mínima a la qual s'acosta l'altra estrella, no està garantida l'estabilitat orbital[22]. El sol fet que es puguin formar planetes en sistemes binaris no és gens clar, atès que les forces gravitatòries podrien interferir amb la formació de planetes. El treball teòric d'Alan Boss en l'Institut Carnegie ha demostrat que es poden formar gegants gasosos al voltant de sistemes binaris de la mateixa manera que ho fan amb les estrelles solitàries[23].
Un estudi d'Alfa Centauri, el sistema estel·lar més proper al Sol, suggereix que no cal descartar als sistemes binaris de la recerca de planetes habitables. Centauri A i B estan separades per 11 ua en el seu acostament màxim (23 ua de mitjana), i ambdues poden tenir zones habitables estables. Un estudi de l'estabilitat orbital a llarg termini de planetes simulats en aquest sistema demostra que els planetes situats aproximadament a tres UA de qualsevol de les estrelles pot romandre estable (és a dir, el semieix major es desvia menys d'un 5 per cent). Una estimació conservadora de la ZH de Centauri A la situa a 1,2 o 1,3 ua i la de Centauri B a 0,73 o 0,74 — ben endinsades en la regió estable en ambdós casos[24].

### Sistemes amb nana roja

Grandàries i temperatures fotosfèriques relatives de les estrelles. Un planeta que orbiti al voltant d'una nana vermella com la de la figura ha d'acostar-s'hi molt per arribar a temperatures semblants a les de la Terra, induint probablement un acoblament de marea.

Determinar l'habitabilitat d'una nana vermella pot ajudar a determinar com de comuna és la vida en l'univers, ja que les nanes vermelles constitueixen entre el 70 i el 90 per cent de totes les estrelles de la galàxia. Probablement les nanes marrons són més nombroses que les nanes vermelles. No obstant això, no se solen classificar com a estrelles, i mai podrien sustentar vida tal com és coneguda, ja que la poca calor que emeten desapareix ràpidament.
Durant molts anys, els astrònoms han descartat a les nanes vermelles com una potencial llar per la vida. La seva petita grandària (des de 0,1 a 0,6 masses solars) significa que les seves reaccions nuclears es produeixen a un ritme excepcionalment lent, i emeten molt poca llum (des d'un 3% a un 0,01% de la qual produeix el Sol). Qualsevol planeta que orbiti al voltant d'una nana vermella hauria d'estar molt prop de la seva estrella per arribar a una temperatura de superfície similar a la de la Terra; des de 0,3 ua (just en l'interior de l'òrbita de Mercuri) per una estrella com Lacaille 8760 fins a 0,032 ua per una estrella com Pròxima Centauri.[25] Un món així tindria un any de 6,3 dies. A aquestes distàncies, la gravetat de l'estrella provocaria un acoblament de marea. La cara diürna del planeta apuntaria eternament cap a l'estrella, mentre que la cara nocturna sempre apuntaria en direcció contrària. L'única manera que la potencial vida pogués evitar l'infern o la congelació seria que el planeta tingués una atmosfera prou gruixuda per transferir la calor de l'estrella des de la cara diürna a la nocturna. Durant molt de temps es va assumir que una atmosfera tan gruixuda evitaria que la llum solar arribés a la superfície, impedint la fotosíntesi.
Aquest pessimisme s'ha suavitzat amb la investigació. Els estudis de Robert Harbele i Manoj Joshi, de l'Ames Research Center de la NASA, a Califòrnia, han demostrat que l'atmosfera d'un planeta (suposant que estigués composta dels gasos amb efecte d'hivernacle CO₂ i H₂O) necessitaria tenir només 100 mb, el 10% de l'atmosfera de la Terra, perquè la calor es transfereixi efectivament fins a la cara nocturna[26]. Això està dintre dels nivells requerits per la fotosíntesi, encara que l'aigua seguiria estant congelada en la cara nocturna per alguns dels seus models. Martin Heath, del Greenwich Community College, ha demostrat que també l'aigua del mar podria circular sense congelar-se si les conques dels oceans fossin el bastant profundes per permetre el flux lliure per sota de la capa de gel de la cara nocturna. Investigacions posteriors —incloent un estudi de la quantitat de radiació fotosintèticament activa— suggereixen que els planetes acoblats orbitalment en els sistemes amb nana vermella serien habitables almenys per les plantes superiors[27].
L'inconvenient de l'acoblament de marea pot desaparèixer si es considera la possibilitat que el planeta tingui un satèl·lit o si s'ha considerat el propi satèl·lit com candidat a l'habitabilitat.
- Si s'estudia l'habitabilitat en el planeta, el satèl·lit podria haver produït l'acoblament de la rotació del planeta amb el seu propi moviment al voltant d'aquest, evitant que el planeta mostri sempre la mateixa cara a l'estrella. En el sistema solar es troba un exemple en Plutó, que gira sobre si mateix en el mateix període (6,4 dies) que triga el seu satèl·lit Caront a completar una revolució.

- Si s'estudia l'habitabilitat del satèl·lit, es troba que la major part dels satèl·lits del sistema solar (inclosa la Lluna) giren mostrant sempre la mateixa cara al planeta i alguns d'ells ho fan en períodes que són aptes per l'habitabilitat. No obstant això, cap satèl·lit del sistema solar és prou gran per considerar-se habitable.

No obstant això, la grandària no és l'únic factor que pot fer a una nana vermella incompatible amb la vida. En un planeta que orbita a una nana roja, la fotosíntesi seria impossible en la cara nocturna, ja que mai veuria el sol. En la cara diürna, com el sol mai sortiria ni es posaria, les zones sota l'ombra d'una muntanya romandrien així per sempre. La fotosíntesi coneguda seria complicada pel fet que una nana vermella produeix la major part de la seva radiació en l'infraroig, i en la Terra aquest procés depèn de la llum visible. Hi ha diversos aspectes positius en aquest escenari. Per exemple, molts ecosistemes terrestres depenen de la quimiosíntesi en lloc de la fotosíntesi, una mica que seria possible en un sistema amb nana vermella. Una posició estàtica del sol elimina la necessitat que les plantes dirigeixin les seves fulles cap a ell, s'hagin d'ocupar dels canvis en el patró de sol/ombra, o hagin de canviar durant la nit de la fotosíntesi a l'energia emmagatzemada. En absència d'un cicle dia-nit, incloent-hi la llum feble del matí i la tarda, hi haurà molta més energia disponible a un cert nivell de radiació.
Les nanes marrons són molt més variables i violentes que els seus cosins majors, més estables. Sovint estan cobertes de taques solars que poden atenuar la seva llum fins a un 40% durant mesos seguits, mentre que altres vegades emeten flamarades gegants que poden duplicar la seva lluentor en qüestió de minuts[28]. Aquesta variació seria molt nociva per la vida, encara que també podria estimular l'evolució augmentant els ritmes de mutació i canviant ràpidament les condicions climàtiques.
No obstant això, les nanes vermelles tenen un gran avantatge sobre les altres estrelles en termes d'habitabilitat per la vida: viuen molt de temps. La humanitat va trigar 4.500 milions d'anys a aparèixer sobre la Terra, i la vida tal com es coneix tindrà condicions adequades durant uns 500 milions d'anys més[29]. Les nanes vermelles, en canvi, poden viure durant bilions d'anys, perquè les seves reaccions nuclears són molt més lentes que les de les estrelles majors, el que significa que la vida podria tenir més temps per evolucionar i sobreviure. És més, encara que la probabilitat de trobar un planeta en la zona habitable d'una nana vermella concreta és petita, la quantitat total de zona habitable al voltant de totes les nanes vermelles juntes és igual a la quantitat total que hi ha al voltant d'estrelles semblants al Sol, donada la seva ubiqüitat[30].

## Altres consideracions

### "Bons Júpiters"

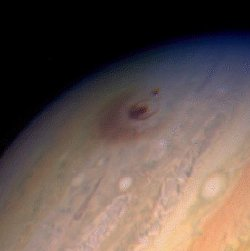
Rastres del cometa Shoemaker-Levy 9 al impactar contra l'atmosfera exterior de Júpiter.

Els "bons júpiters" són planetes gasosos gegants, com Júpiter, que orbiten al voltant de les seves estrelles en òrbites circulars prou allunyades de la ZH perquè no la pertorbin però prou a prop per "protegir" de dues maneres als planetes terrestres amb òrbites més properes. Primer, ajuden a estabilitzar les òrbites i, per tant, els climes, dels planetes interiors. Segon, mantenen al sistema solar intern relativament lliure d'estels i asteroides que podrien provocar impactes devastadors.[31]Júpiter orbita el Sol a unes cinc vegades la distància de la Terra al Sol. Aquesta és aproximadament la distància a la qual hem d'esperar trobar bons júpiters en altres llocs. El rol de "porter" que té Júpiter va quedar il·lustrat d'una manera espectacular en 1994, quan el cometa Shoemaker-Levy 9 va impactar en el gegant; si la gravetat joviana no hagués capturat el cometa, podria haver entrat en el sistema solar interior.
En els inicis de la història del sistema solar, Júpiter va tenir un paper una mica contrari: va augmentar l'excentricitat de l'òrbita del cinturó d'asteroides i va permetre a molts objectes creuar l'òrbita de la Terra i proporcionar al planeta compostos importants. Abans que la Terra arribés a la meitat de la seva massa actual, cossos gelats de la regió de Júpiter i Saturn i petits cossos del cinturó d'asteroides primordial van proporcionar aigua a la Terra per la dispersió gravitatòria de Júpiter i, en menor mesura, de Saturn.[32]Així, mentre que avui els gegants gasosos són amables protectors, abans van ser subministradors de material crític per l'habitabilitat.
En contrast, els cossos de la grandària de Júpiter que orbiten massa prop de la zona habitable però no dintre d'ella (com en 47 Ursae Majoris), o tinguin una òrbita molt el·líptica que creuin la zona habitable (com en 16 Cygni B), faran molt difícil l'existència d'un planeta terrestre en el sistema. Vegeu l'explicació d'una zona habitable estable de dalt.

### El veïnatge galàctic
Els científics també han considerat la possibilitat que certes zones de les galàxies (zones habitables galàctiques) siguin més adequades per la vida que unes altres; el sistema solar, que està situat en el Braç d'Orió, a la vora de la galàxia Via Làctia, es considera que està en un punt favorable per la vida:[33]
- No està en un cúmul globular, on la densitat de les estrelles és hostil per la vida, donada l'excessiva radiació i pertorbacions gravitatòries. A més, els cúmuls globulars estan composts principalment d'estrelles velles, probablement amb pocs metalls.

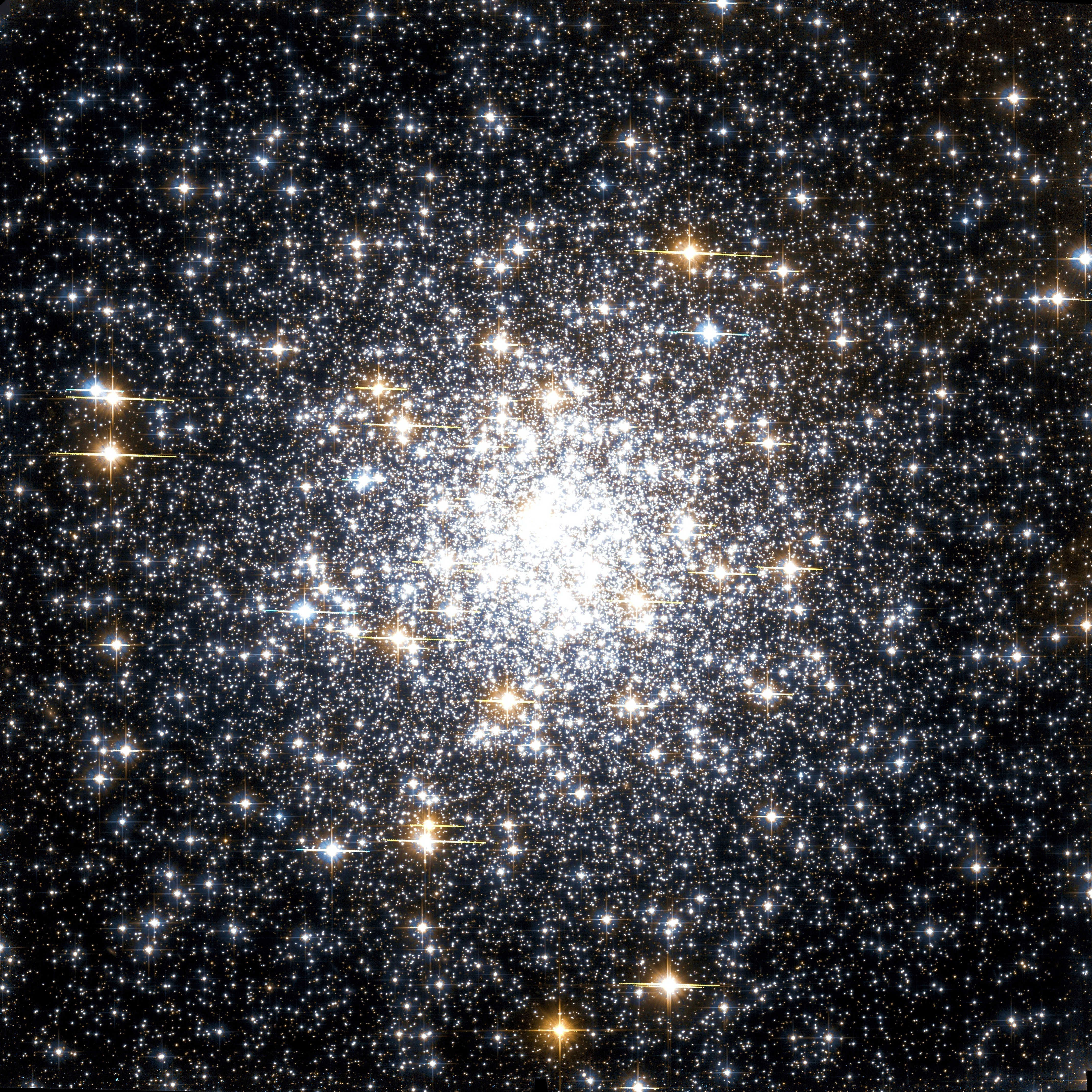
El cúmul globular M69, que, en teoria, no és apte per la vida, a causa de la proximitat dels seus components estel·lars vells i massius.

- No està prop d'una font activa de raigs gamma.

- No està prop del nucli galàctic, on de nou la densitat estel·lar augmenta la quantitat de radiació ionitzant (per exemple, dels magnetars i les supernoves). També es creu que existeix un forat negre supermassiu en el centre de la galàxia, que pot resultar perillós per qualsevol cos proper.

- L'òrbita circular del Sol al voltant del centre galàctic el manté fora dels braços espirals, on de nou les intenses radiacions i gravetat podrien ser incompatibles amb la vida.[34]

Per tant, el que necessita un sistema apte per la vida és una relativa solitud. Si el Sol estigués immers en una munió de sistemes, la probabilitat d'estar fatalment prop d'una font de radiació perillosa augmentaria significativament. És més, els veïns propers podrien alterar l'estabilitat de diversos cossos orbitals com els objectes del núvol d'Oort i el Cinturó de Kuiper, que podrien causar una catàstrofe si s'endinsen en el sistema solar intern.
Encara que una munió estel·lar resulta desavantatjosa per l'habitabilitat, també ho és l'aïllament extrem. Una estrella tan rica en metalls com el Sol no s'hauria format en les regions més exteriors de la Via Làctia, donada la disminució en l'abundància relativa de metalls i l'absència general de formació d'estrelles. Per tant, una situació "suburbana", com la que gaudeix el sistema solar, és preferible al centre de la galàxia o a les zones més allunyades.[35]

### Impacte de la vida en l'habitabilitat
Un afegit interessant als factors que fomenten l'emergència de la vida és la noció que la mateixa vida, una vegada formada, es converteix en un factor d'habitabilitat per dret propi. Un exemple important en la Terra va ser la producció d'oxigen a càrrec dels antics cianobacteris, i després de les plantes fotosintètiques, donant com a resultat un canvi radical en la composició de l'atmosfera terrestre. Aquest oxigen resultaria ser fonamental per la respiració de les espècies animals posteriors.
Aquesta interacció entre la vida i l'habitabilitat posterior s'ha estudiat de diverses maneres. La hipòtesi Gaia, un tipus de model científic de la geobiosfera fundada per Sir James Lovelock en 1975, afirma que la vida com un tot fomenta i sosté unes condicions adequades per ella mateixa, ajudant a crear un entorn planetari apte per la seva continuïtat; en la seva versió més dramàtica, la hipòtesi Gaia suggereix que els sistemes planetaris es comporten com un tipus d'organisme. Les formes de vida més reeixides canvien la composició de l'aire, l'aigua i el sòl de manera que asseguren la continuïtat de la seva existència—una extensió controvertida de les lleis acceptades de l'ecologia.
La conseqüència que la biota reveli una previsió coordinada és qüestionada com a acientífica i no falsable. No obstant això, molts investigadors del corrent dominant han arribat a conclusions semblants sense acceptar necessàriament la teleologia de Lovelock. David Grinspoon ha suggerit una "hipòtesi dels mons vivents", per la qual la nostra comprensió del que constitueix l'habitabilitat no es pot separar de la vida ja existent en un planeta. A més, els planetes que estan geològicament i meteorològicament vius tenen molta més probabilitat d'estar biològicament vius, i "un planeta i la seva vida coevolucionaran".[36]
En el seu llibre "El planeta privilegiat", publicat en 2004, Guillermo González i Jay Richards estudien la possible relació entre l'habitabilitat d'un planeta i la seva adequació per observar la resta de l'univers. Aquesta idea d'una posició "privilegiada" per la vida de la Terra està qüestionada per les seves implicacions filosòfiques, especialment la violació del principi copernicà.